# ملاكمة في البراميل (فلم 1901)
ملاكمة في البراميل (بالإنجليزية: Boxing in Barrels) هو فيلم صامت أمريكي من إنتاج عام 1901، كتابة وتوزيع استوديوهات لوبن.

## روابط خارجية
- مقالات تستعمل روابط فنية بلا صلة مع ويكي بيانات